# Ma Thanegi
Ma Thanegi est un nom birman ; les principes des noms et prénoms ne s'appliquent pas ; U et Daw sont des titres de respect.
Ma Thanegi (en birman : မသိင်္ဂီ ), née en 1946, est une artiste peintre puis écrivaine birmane, principalement connue pour ses essais en anglais. Assistante d'Aung San Suu Kyi, elle est elle-même emprisonnée pendant quatre ans pour sa contestation du régime.

## Biographie
Ma Thanegi naît en 1946 en Birmanie. Elle fréquente d'abord la Methodist English High School, puis la Rangoon State School of Fine Arts, le Rangoon Institute of Economics et l'Institut des langues étrangères, où elle a étudie l'allemand et le français.
Elle devient d'abord artiste peintre. Elle participe ainsi à de nombreuses expositions artistiques de groupe annuelles et ses œuvres sont le sujet de sept expositions personnelles de 1967 à 1998, lorsqu'elle a commencé sa carrière d'écrivain. Elle a également traduit en anglais certains écrits d'autres auteurs birmans tels que des travaux de Khin Hnin Yu et Daw Ma Ma lay et autres.
Comme écrivaine birmane, Ma Thanegi est surtout connue pour ses nombreux essais en anglais sur divers sujets birmans, y compris les voyages, l'histoire et la cuisine. Elle est aussi rédactrice en chef du Myanmar Times et rédactrice en chef de Enchanting Myanmar, un magazine de voyage.
Ma Thanegi a été l'assistante personnelle d'Aung San Suu Kyi avant son arrestation en 1989, à la suite du soulèvement et des événements politiques de 1988.
Elle a purgé une peine de prison à la prison d'Insein jusqu'à sa libération en 1992. Elle est tombée en disgrâce au sein du mouvement pro-démocratie birman à cause de sa contestation de la doctrine de la Ligue nationale pour la démocratie selon laquelle les sanctions économiques et les boycotts du tourisme nuisaient à la majorité pauvre du pays,.
En 1997, elle a publié The Burmese Fairy Tale, un essai dans l'Extrême-Orient Economic Review, affirmant que les sanctions nuisent au peuple birman sans modifier efficacement le comportement du régime birman, alors connu sous le nom de State Law and Order Restoration Council,.

## Principales œuvres
- L'Illusion de la vie : marionnettes birmanes (1994)
- Le Touriste autochtone : à la recherche d'œufs de tortues (2000)
- Pilgereise du Myanmar (2002)
- Le Touriste autochtone : un pèlerinage de vacances au Myanmar (2004)
- Paw Oo Thett : sa vie et sa créativité (2004)
- Une introduction à la cuisine birmane (2004)
- Lac Inle : mer bleue dans les collines Shan (2005)
- Splendeurs du Myanmar (2005)
- Architecture du Myanmar: villes d'or[5] (2005)
- Peinture du Myanmar : du culte à l'image de soi (2006)
- Shwedagon Mystique (2007)
- Dans la cuisine d'Asie du Sud-Est (2007)
- Choix des matériaux (2007)
- Birmanie / Myanmar (2008)
- Birmanie : voyage intérieur (2008)
- Au Myanmar avec amour (2009)
- Souillé sur l'Ayeyarwaddy : les aventures de voyage d'une femme à mi-vie sur le grand fleuve du Myanmar  (2010)
- C'est Kin Maung Yin (2010)
- Thanakha : le cadeau de la nature au Myanmar (2011)
- Naga : une célébration de l'identité (2011)
- Nats : Esprits de fortune et de peur (2011)
- Bagan Mystique (2012)
- Nor Iron Bars une Cage (2013)
- Salade de gingembre et gaufrettes à l'eau (2013)
- Laque de Bagan (2013)